# Richard Murphy (scénariste)
Pour les articles homonymes, voir Richard Murphy et Murphy.
Richard Murphy est un scénariste et réalisateur américain né le 8 mai 1912 à Boston, Massachusetts (États-Unis), mort le 19 mai 1993 à Los Angeles (Californie).

## Filmographie

### comme scénariste
- 1938 : Life in Sometown, U.S.A. de Buster Keaton
- 1941 : Back in the Saddle (en) de Lew Landers
- 1941 : Espions volants (Flying Blind) de Frank McDonald
- 1941 : The Apache Kid de George Sherman
- 1942 : Jesse James, Jr. de George Sherman
- 1942 : The Cyclone Kid de George Sherman
- 1942 : I Live on Danger (en) de Sam White (en)
- 1942 : Wildcat (en) de Frank McDonald
- 1942 : Hyènes des bas-fonds (X Marks the Spot) de George Sherman
- 1942 : Wrecking Crew (en) de Frank McDonald
- 1947 : Boomerang ! d'Elia Kazan
- 1948 : Deep Waters de Henry King
- 1948 : La Proie (Cry of the City) de Robert Siodmak
- 1949 : La Furie des tropiques (Slattery's hurricane) d'André de Toth
- 1950 : Panique dans la rue (Panic in the Streets) d'Elia Kazan
- 1951 : La marine est dans le lac (You're in the Navy Now) de Henry Hathaway
- 1952 : Les Misérables (La Vie de Jean Valjean) de Lewis Milestone
- 1953 : Les Rats du désert (The Desert Rats) de Robert Wise
- 1954 : La Lance brisée (Broken Lance) d'Edward Dmytryk
- 1955 : La Haine des yeux bridés (en) (Three Stripes in the Sun) de lui-même
- 1959 : Le Génie du mal (Compulsion) de Richard Fleischer
- 1959 : La Colère du juste (The Last Angry Man), de Daniel Mann
- 1960 : Le Rafiot héroïque (The Wackiest Ship in the Army) de lui-même
- 1980 : L'Enlèvement du président (The Kidnapping of the President) de George Mendeluk

### comme réalisateur
- 1955 : La Haine des yeux bridés (Three Stripes in the Sun)
- 1960 : Le Rafiot héroïque (The Wackiest Ship in the Army)